# Severodvinsk
Severodvinsk (rus. Северодви́нск) je grad u Arhangelskoj oblasti, u Rusiji. Nalazi se na delti rijeke Sjeverne Dvine, na 64°34′N 39°49′E / 64.567°N 39.817°E.
Broj stanovnika: 223.500 (2002.).
Grad je od 1938. Prije 1957. zvao se Molotovsk (rus. Мо́лотовск).
U njemu se nalazi ruska mornarička baza za atomske podmornice, te glavni pogoni za izgradnju i popravak podmornica.

## Vanjske poveznice
|  | Zajednički poslužitelj ima još gradiva o temi Severodvinsk |